# Convent de Santa Clara (Tarragona)
El Convent de Santa Clara és una obra de Tarragona protegida com a Bé Cultural d'Interès Local.

## Descripció
Edifici conventual molt tancat -ja que es tracta d'una ordre de clausura- fet del tot amb pedra i obra. Cal destacar la solució dels tancaments de les finestres i, en línies generals, la simplicitat dels resultats.

## Història
És l'obra de l'arquitecte Pujol de Barberà, que morí el 30 de novembre de 1949 en ser atropellat per una motocicleta quan es dirigia a les obres de construcció d'aquesta obra.